# Fort Desaix (Martinique)
Pour les articles homonymes, voir Fort Bourbon, Bourbon et Fort Desaix.
Le fort Desaix, appelé d'abord fort Bourbon, est un fort militaire de type Vauban, construit entre 1764 et 1772 sur le morne Garnier dominant la ville de Fort-de-France.

## Historique
À la suite de l'attaque anglaise de 1762, le roi Louis XV décide en juillet 1763 de renforcer le système défensif de la Martinique en construisant un fort sur le morne Garnier afin de protéger le Fort Louis des offensives venues des terres. 
6 000 000 de livres sont affectées aux travaux qui débutent en 1764 sous la direction du lieutenant-colonel de Rochemore, selon la technique de fortification mise au point un siècle plus tôt par Vauban. Rochemore confie la direction des travaux à l'ingénieur Charles-Augustin Coulomb qui les supervise durant huit années et réalise plusieurs expériences sur la résistance des maçonneries et la tenue des murs d'escarpe (soutènements), qui lui sont inspirées par les idées de Pieter van Musschenbroek sur le frottement. Le 18 mai 1768, Rochemore meurt et Le Bœuf lui succède en relevant des lacunes dans le plan de son prédécesseur. Dans un mémoire adressé à Louis XV le 1er juin 1769, il propose  des aménagements, comme la création d’une lunette à 500 m du front Nord–Est (actuelle redoute de la Lunette-Bouillé), la réalisation de soutes à munitions souterraines, la construction de murs pour que les fortifications en terre résistent aux intempéries et la réalisation d'une tranchée séparant le fort en deux. En cas de pénétration de l’ennemi dans la partie Nord–Est, cet ouvrage permet à la garnison de se retrancher dans la partie Sud–Ouest et de gagner encore du temps. Le Bœuf obtient 1 300 000 livres supplémentaires pour réaliser ces modifications et les travaux sont réalisés par des régiments venus de métropole au prix de lourds sacrifices. Les travaux s'achèvent en 1772 et le nouvel ouvrage défensif est baptisé Fort Bourbon en hommage à Louis XV qui en a décidé la construction.

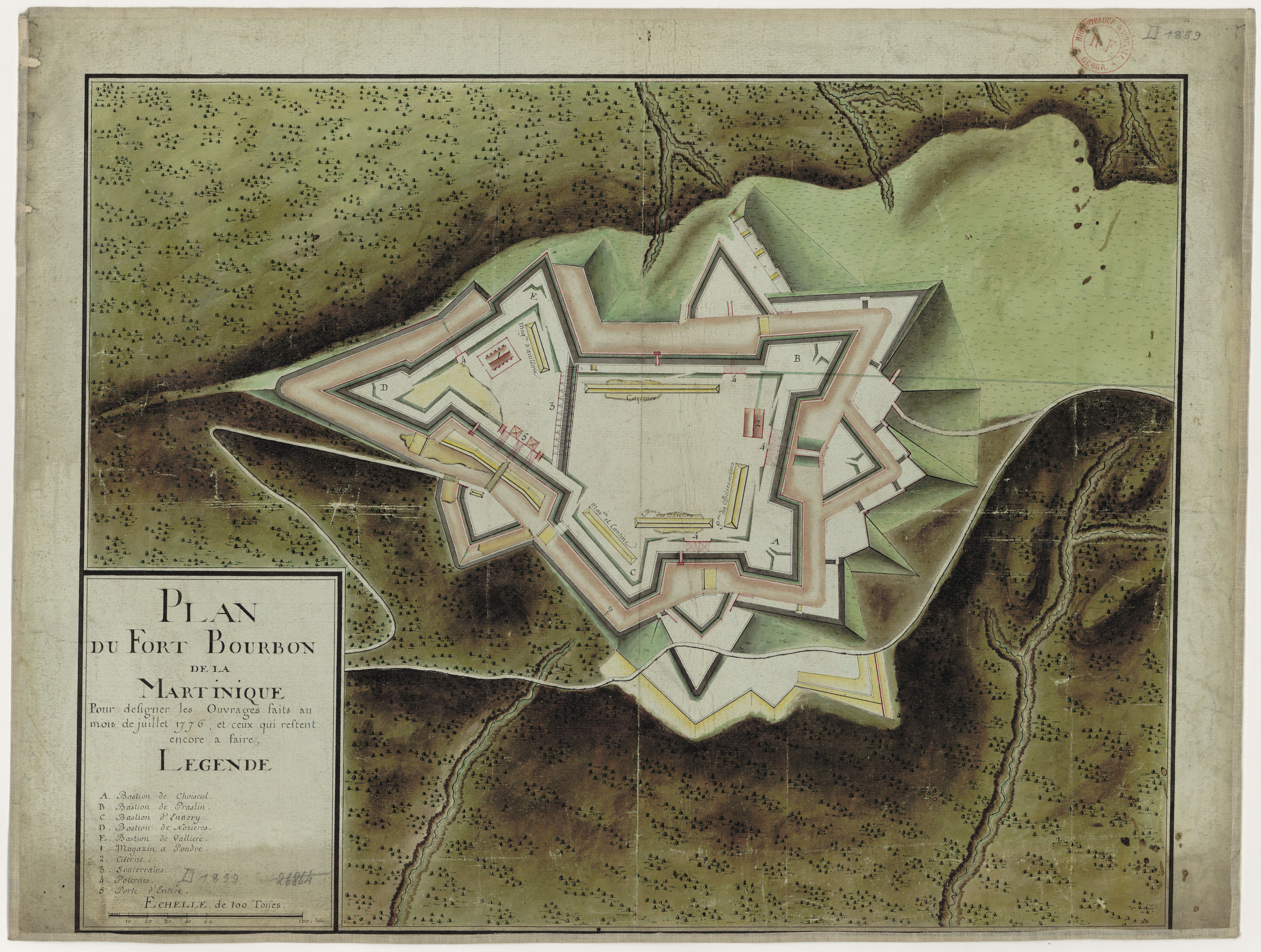
Plan du fort Bourbon au mois de juillet 1776.

Le fort Bourbon remplit correctement son rôle pendant la guerre d'indépendance des États-Unis (1775-1783), puisque les Anglais ne viennent pas attaquer Fort-Royal qui sert pourtant de base aux régiments français engagés auprès des insurgés américains.
Pendant la Révolution, le 1er septembre 1790, deux compagnies du régiment de la Martinique en garnison dans le « fort Bourbon » s'insurgent et se renferment dans le fort. Le gouverneur de la Martinique, Claude Charles de Damas de Marillac, court les assiéger avec le reste du régiment, et il se voit alors abandonné par toutes les autres compagnies qui passent dans le fort à l'exception des grenadiers, lesquels déclarent eux-mêmes vouloir rester neutres, et qui se retirent au fort de la Trinité avec 23 officiers obligés de s'éloigner de leurs soldats rebelles. 
En 1793, le fort est rebaptisé Fort la Convention, en référence à la Convention révolutionnaire. Le général Donatien-Marie-Joseph de Rochambeau s'y enferme avec 900 hommes du 109e régiment d'infanterie et résiste héroïquement pendant un mois aux Anglais qui ont envahi la Martinique avec 16 000 hommes lors de la prise de la Martinique en 1794. Après la capitulation française, les Anglais occupent la Martinique de 1794 à 1802 et rebaptisent le fort Fort George, en hommage au roi George III. La Martinique est restituée à la France par la paix d'Amiens du 25 mars 1802 et c'est finalement Napoléon Ier qui donne au fort son nom définitif de Fort Desaix, en l'honneur d'un de ses généraux, Louis Charles Antoine Desaix, tué lors de la bataille de Marengo.
Le 23 février 1809, alors sous le commandement du général Villaret-Joyeuse, le fort capitule à nouveau devant le nombre des Anglais,. Ainsi le fort n’a jamais été pris par la force mais après des sièges assez longs. Il revient sous le giron français en 1814.
Bien endommagé par les destructions opérées par les Anglais, le fort est restauré en 1848. Le front Nord–Est est aménagé et la caponnière double réalisée. 
À la fin du XIXe siècle, les fortifications du fort Desaix ne sont plus adaptées aux conditions du combat de l’époque et sont réaménagés en 1880 et 1905 pour servir de support à des batteries d'artillerie côtières (16 tubes). 
Durant la Seconde Guerre mondiale, sous l'administration du Haut commissaire du régime de Vichy pour les territoires français d'outre-mer de l'Atlantique Ouest, l'amiral Georges Robert, le fort abrite 286 tonnes d'or de la Banque de France, apportées par le croiseur Émile Bertin. À l'origine, cette réserve d'or était destinée au Canada.
En 1961, le fort Desaix devient une caserne qui abrite le 33e régiment d'infanterie de marine et l’état-major du général puis de l’amiral commandant les forces armées aux Antilles (COMSUP).
En 2009, le fort Desaix est inscrit au titre des monuments historiques. Lors du regroupement des forces armées en 2009, des travaux d'aménagement doivent être effectués dans le fort Desaix qui est radié des monuments historiques en 2011.
Aujourd'hui, le fort Desaix est le quartier général des forces armées aux Antilles et du détachement Terre Antilles 33e RIMa, qui se compose de cinq compagnies. L'état-major, la compagnie de commandement et logistique, deux compagnies tournantes, deux compagnies de réserve ainsi que le centre d’aguerrissement outre-mer et de l’étranger (CAOME) sont implantés au fort Desaix.